# Ван Као
Ван Ка́о (вьет. Văn Cao, 15 ноября 1923, Хайфон — 10 июля 1995, Ханой), полное имя Нгуен Ван Као (вьет. Nguyễn Văn Cao) — известный вьетнамский композитор, поэт и художник, участник национально-освободительного движения, автор государственного гимна Социалистической Республики Вьетнам.

## Биография
Родился 15 ноября 1923 года в портовом городе Хайфон в бедной рабочей семье.
В 1941 году уехал в Ханой, где начал сочинять песни (в том числе, в этот период были написаны получившие большую популярность песни «Весенний причал» и «Водопад сновидений»).
В 1943 году включился в национально-освободительную борьбу, стал членом Вьетминя.
В 1945 году написал музыку и стихи «Марша наступающей армии», ставшего сначала официальным гимном Демократической республики Вьетнам, а в 1976 году, после воссоединения страны, государственным гимном Социалистической Республики Вьетнам.
В 1955 году вошёл в состав организации, выражавшей недовольство интеллигенции политикой Коммунистической партии Вьетнама. После начавшихся репрессий в отношении участников организации, в 1956—1958 годах выступивших в печати с острой критикой правительства, исполнение во Вьетнаме песен Ван Као (кроме государственного гимна) запрещалось до его реабилитации в 1987 году.
Скончался 10 июля 1995 года в Ханое от рака лёгких.
В 1996 году посмертно удостоен Государственной премии имени Хо Ши Мина в области музыки.

## Творчество

### Музыка
Наиболее известные песни:
- Tiến Quân Ca («Марш наступающей армии» — государственный гимн Вьетнама)
- Suối Mơ («Водопад сновидений»)
- Ca Ngợi Hồ Chủ Tịch (песня в честь Хо Ши Мина)
- Mùa Xuân Đầu Tiên («Первая весна»)
- Bến Xuân («Весенний причал»)
- Trương Chi («Чыонг Ти», песня по сюжету народной легенды о ночном певце — безобразном рыбаке с чудесным голосом)
- Thiên Thai («Рай»)

### Поэзия
Кроме слов своих песен, являлся автором поэм и стихотворений на вьетнамском языке.

### Музыка к фильмам
- 1966: «Пылающие джунгли», реж. Фам Ван Кхоа

## Память
Группа «Коммунизм» использовала стих Ван Као «Моё село» в качестве подложки к песне «4th Dimension» группы The Centuries

## Награды
- 1996 — Государственная премия имени Хо Ши Мина в области музыки.